# Roberto Rodríguez (Bischof)
Roberto Rodríguez (* 14. August 1936 in Temperley; † 3. Juli 2021 in Jesús María) war ein argentinischer Geistlicher und römisch-katholischer Bischof von La Rioja.

## Leben
Roberto Rodríguez absolvierte zunächst ein Studium der Luft- und Raumfahrttechnik. Danach studierte er zunächst Philosophie und Katholische Theologie am Priesterseminar in Córdoba und später in Rom. 1969 wurde Rodríguez zum Diakon geweiht und am 31. Januar 1970 empfing er in Cosquín durch den Erzbischof von Córdoba, Raúl Francisco Primatesta, das Sakrament der Priesterweihe. Nach weiterführenden Studien erwarb er an der Päpstlichen Universität Gregoriana ein Lizenziat im Fach Katholische Theologie. Während seiner Studienzeit in Rom war er Alumne des Päpstlichen lateinamerikanischen Kollegs „Pius“. Anschließend war Roberto Rodríguez als Rektor des Kleinen Seminars in Córdoba tätig, bevor er 1988 Generalvikar des Erzbistums Córdoba und Verantwortlicher für die religiöse Bildung der Laien wurde.
Papst Johannes Paul II. ernannte ihn am 12. November 1992 zum Weihbischof in Córdoba und zum Titularbischof von Pertusa. Die Bischofsweihe spendete ihm der Erzbischof von Córdoba, Raúl Francisco Kardinal Primatesta, am 22. Dezember desselben Jahres im Stadion Corazón de María in Córdoba; Mitkonsekratoren waren Estanislao Esteban Karlic, Erzbischof von Paraná, und Jesús Arturo Roldán, Bischof von San Rafael. Sein Wahlspruch Tened los mismos sentimientos de Cristo („Seid so gesinnt wie Christus“) stammt aus Phil 2,5 .
Am 23. Juni 1998 wurde Rodríguez durch Johannes Paul II. zum Bischof von Villa María ernannt und am 13. September desselben Jahres in das Amt eingeführt. Papst Benedikt XVI. ernannte ihn am 24. Mai 2006 zum Bischof von La Rioja. Die Amtseinführung erfolgte am 23. Juli desselben Jahres. In der Argentinischen Bischofskonferenz war Roberto Rodríguez Präsident der Kommission für die Hochschulpastoral.
Am 9. Juli 2013 nahm Papst Franziskus seinen altersbedingten Rücktritt an. Roberto Rodríguez starb im Juli 2021 an den Folgen von COVID-19.